# Marlène Schiappa
Marlène Schiappa (París, 18 de noviembre de 1982) es una política francesa que ha sido miembro de distintos gobiernos de su país bajo la presidencia de Emmanuel Macron.

## Orígenes y carrera inicial
Su padre es historiador, de sensibilidad trotskista, y su madre es directora de instituto, sindicalista, feminista. Tiene dos hermanas y un hermano. Su padre se opone con frecuencia a su hija en los medios de comunicación, siendo él mismo un apoyo de Jean-Luc Mélenchon, opositor al Presidente Macron.
Empieza estudiando geografía pero abandona su carrera después de un año para trabajar en una agencia de comunicación. Posteriormente consigue una licenciatura en comunicación en la Universidad de Grenoble.
En 2008, funda el blog Maman travaille ("Mamá trabaja"), dedicado a la conciliación entre vida familiar y profesional, y al que se dedica hasta 2017.

## Carrera política
En 2001, pertenece a una lista que se presenta en las elecciones municipales del XIV Distrito de París. En 2014, es elegida concejala de Le Mans, ciudad en la que lleva unos años residiendo.
En 2016, forma brevemente parte del gabinete de la Ministra de la Igualdad.
El año siguiente se convierte en una de los cien delegados territoriales del candidato a las elecciones presidenciales francesas, Emmanuel Macron, y empieza a formar parte del su equipo de confianza.

### Secretaria de Estado encargada de la Igualdad entre los hombres y las mujeres
El 17 de mayo de 2017, entra en el primer gobierno de Édouard Philippe, bajo la presidencia de Emmanuel Macron. En octubre del mismo año, promueve una ley que se opone al acoso callejero, eleva la edad del consentimiento sexual y alarga los periodos de prescripción para crímenes sexuales. Esta ley es conocida coloquialmente como "Ley Schiappa".

### Ministra delegada para la Ciudadanía
El 6 de julio de 2020, ocupa un nuevo cargo bajo la tutela del Ministro de Interior, Gérald Darmanin, hasta el final del primer mandato del Presidente Macron.

### Secretaria de Estado encargada de la Economía social y solidaria y de la Vida asociativa
El 4 de julio de 2022, es nombrada Secretaria de Estado en el nuevo gobierno de la Primer Ministra, Élisabeth Borne.